# Estación de Hervás
Hervás es una estación de ferrocarril situada en el municipio español de Hervás, en la provincia de Cáceres, comunidad autónoma de Extremadura. En la actualidad se encuentra clausurada y ha sido rehabilitada para ejercer otras funciones.

## Situación ferroviaria
La estación formaba parte de la línea de ancho ibérico Plasencia-Astorga, estando situada en el punto kilométrico 286,3.

## Historia

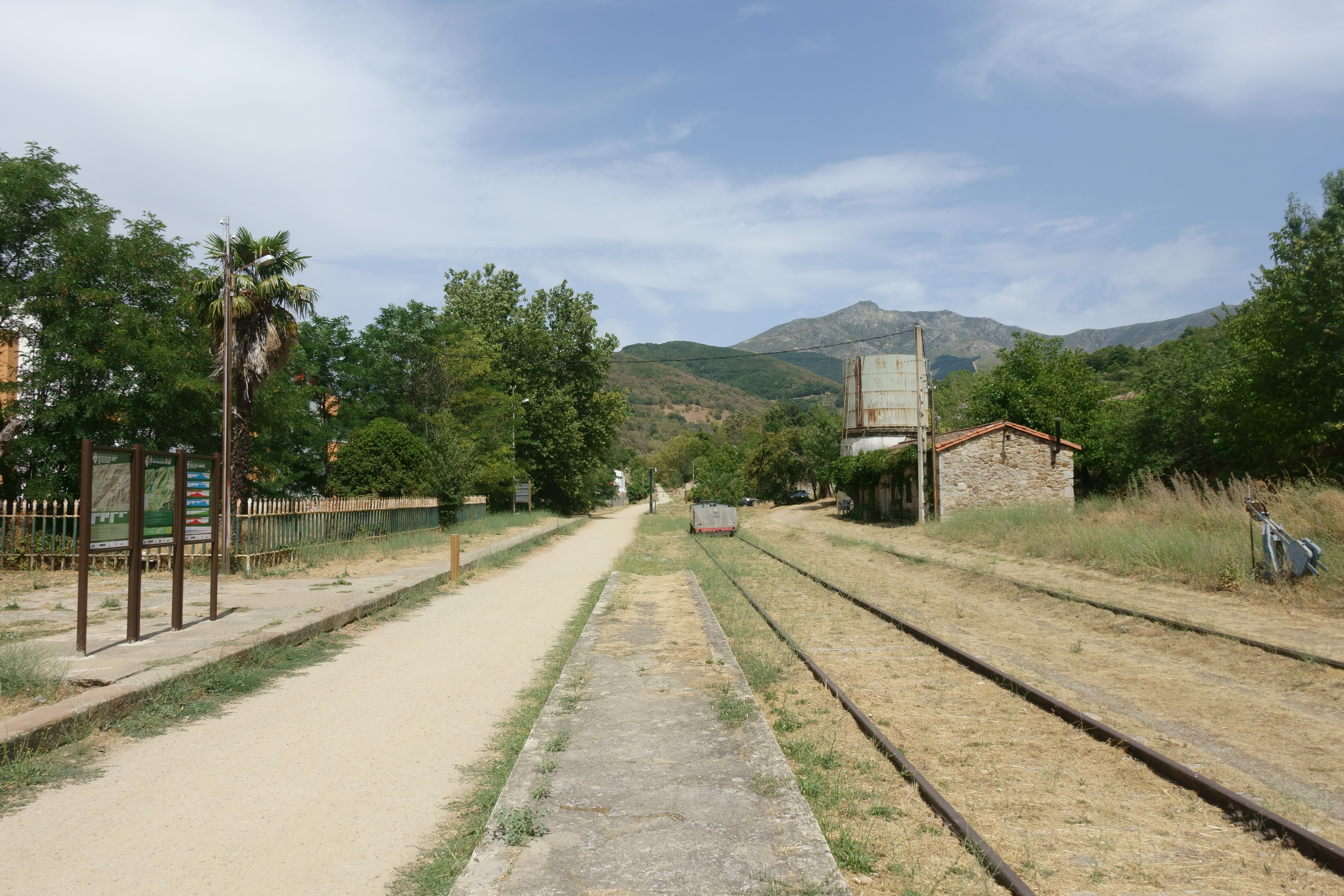
Vías y depósito de agua

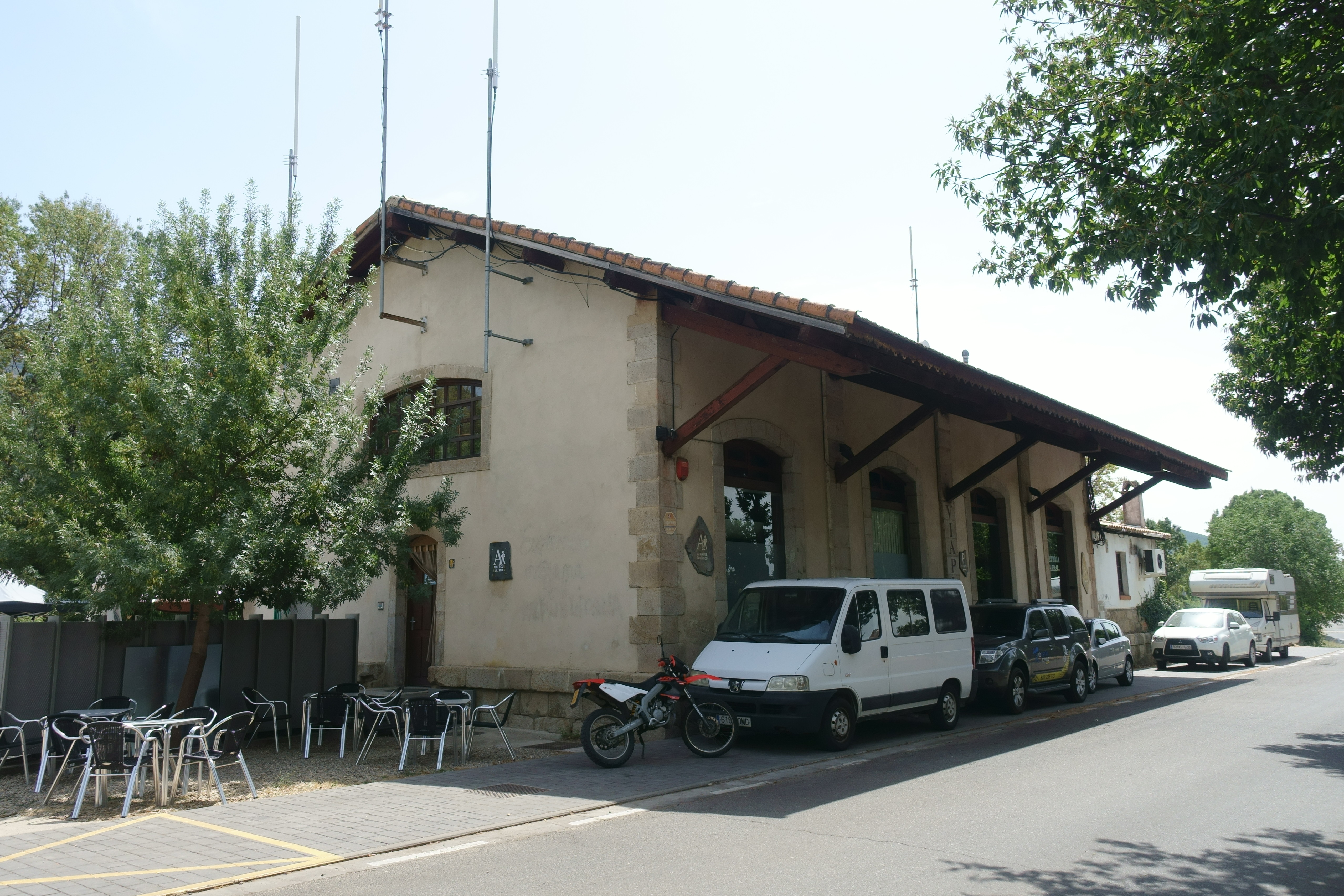
Antiguo muelle de carga

En agosto de 1893 se completó la construcción del tramo Plasencia-Hervás de la prevista línea Plasencia-Astorga, la cual no sería completada e inaugurada hasta 1896. Las obras corrieron a cargo de los Ferrocarriles del Oeste de España, si bien su gestión pasó posteriormente a la Compañía de los Ferrocarriles de Madrid a Cáceres y Portugal y Oeste de España. En 1928 las instalaciones de Hervás pasaron a manos de la recién creada Compañía Nacional de los Ferrocarriles del Oeste y en 1941, con la nacionalización de la red ferroviaria española de ancho ibérico, pasó a manos de la recién creada RENFE.
En enero de 1985 se produjo el cierre de la línea Plasencia-Astorga al tráfico de pasajeros debido a su baja rentabilidad económica. El trazado todavía se mantuvo en servicio algún tiempo más, hasta que el 1 de septiembre de 1996 se cerró la línea al tráfico de mercancías. Desde el 1 de enero de 2005 el ente Adif es el titular de las instalaciones ferroviarias.